# Oalex Anderson
Oalex Anderson est un footballeur international vincentais, né le 11 novembre 1995, à Barrouallie, sur l'île de Saint-Vincent. Il joue au poste d'attaquant au North Carolina FC en USL League One.

## Biographie

### Parcours en club
Oalex "Bounty" Anderson est le fils d'Alex Anderson, un footballeur international vincentais. Lui comme sa sœur Aaliyah joue dès son plus jeune au football à Barrouallie, son village natal. À seulement 12 ans, il est repéré par le System 3 FC, un club formateur de l'île.
En 2013, il fait ses débuts avec l'équipe senior dans le championnat national vincentais. En 2014, il part jouer 5 mois dans le championnat antiguais où il fait forte impression en inscrivant 12 buts en 18 matchs.
En mars 2015, il s'engage avec le Seattle Sounders FC 2 entrainé par son compatriote Ezra Hendrickson en USL.
Le 1er mars 2016, Anderson signe un contrat MLS et rejoint l'équipe première des Sounders après avoir convaincu Sigi Schmid durant la pré-saison.

### Parcours en sélection

#### Buts en sélection
| Buts en sélection d'Oalex Anderson | Buts en sélection d'Oalex Anderson | Buts en sélection d'Oalex Anderson                              | Buts en sélection d'Oalex Anderson | Buts en sélection d'Oalex Anderson | Buts en sélection d'Oalex Anderson | Buts en sélection d'Oalex Anderson |
|                                    | Date                               | Lieu                                                            | Adversaire                         | Score                              | Résultat                           | Compétition                        |
| ---------------------------------- | ---------------------------------- | --------------------------------------------------------------- | ---------------------------------- | ---------------------------------- | ---------------------------------- | ---------------------------------- |
| 1.                                 | 2 mai 2014                         | Windsor Park, Roseau (Dominique)                                | Dominique                          | 2-0                                | 3-2                                | Match amical                       |
| 2.                                 | 2 mai 2014                         | Windsor Park, Roseau (Dominique)                                | Dominique                          | 3-1                                | 3-2                                | Match amical                       |
| 3.                                 | 3 septembre 2014                   | Antigua Recreation Ground, St. John's (Antigua-et-Barbuda)      | République dominicaine             | 1-0                                | 1-0                                | QCAR 2014                          |
| 4.                                 | 5 septembre 2014                   | Antigua Recreation Ground, St. John's (Antigua-et-Barbuda)      | Anguilla                           | 2-0                                | 4-0                                | QCAR 2014                          |
| 5.                                 | 5 septembre 2014                   | Antigua Recreation Ground, St. John's (Antigua-et-Barbuda)      | Anguilla                           | 4-0                                | 4-0                                | QCAR 2014                          |
| 6.                                 | 10 octobre 2014                    | Stade René-Serge-Nabajoth, Les Abymes (Guadeloupe)              | Curaçao                            | 1-0                                | 1-0                                | QCAR 2014                          |
| 7.                                 | 12 octobre 2014                    | Stade René-Serge-Nabajoth, Les Abymes (Guadeloupe)              | Martinique                         | 3-1                                | 3-4                                | QCAR 2014                          |
| 8.                                 | 14 juin 2015                       | Providence Stadium, Providence (Guyana)                         | Guyana                             | 4-2                                | 4-4                                | QCM 2018                           |
| 9.                                 | 4 septembre 2015                   | Arnos Vale Stadium, Kingstown (Saint-Vincent-et-les-Grenadines) | Aruba                              | 2-0                                | 2-0                                | QCM 2018                           |
| 10.                                | 13 novembre 2015                   | Busch Stadium, Saint-Louis (États-Unis)                         | États-Unis                         | 1-0                                | 1-6                                | QCM 2018                           |
| 11.                                | 6 septembre 2016                   | Estadio Mateo Flores, Guatemala (Guatemala)                     | Guatemala                          | 1-0                                | 3-9                                | QCM 2018                           |
| 12.                                | 6 septembre 2016                   | Estadio Mateo Flores, Guatemala (Guatemala)                     | Guatemala                          | 2-3                                | 3-9                                | QCM 2018                           |
| 13.                                | 5 septembre 2019                   | Stade national du Nicaragua, Managua (Nicaragua)                | Nicaragua                          | 1-0                                | 1-1                                | LDN-B                              |

NB : Les scores sont affichés sans tenir compte du sens conventionnel en cas de match à l'extérieur (St.-Vincent-et-les-Gr. / Adversaire)